# Börje Ericsson
Börje Carl Emil Ericsson, född 1 september 1924 i Eskilstuna, död 18 februari 2017 i Arboga, var en svensk arkitekt.
Ericsson, som var son till fabrikör Edvin Ericsson och Esther Wikstrand, avlade studentexamen 1943, ingenjörsexamen vid högre tekniska läroverket i Norrköping 1945 och arkitektexamen vid Kungliga Tekniska högskolan 1952. Han tjänstgjorde vid Vattenfallsstyrelsen 1946–1947, anställdes vid Kungliga Tekniska högskolans byggnadskommitté 1953, vid Lantbruksförbundets Byggnadsförenings plankontor i Linköping 1956, blev biträdande stadsplanearkitekt i Linköpings stad 1957, vice stadsarkitekt i Uppsala stad 1959, t.f. stadsarkitekt där 1962 och var stadsarkitekt i Arboga stad/kommun 1965–1989.